# Język tsamai
Język tsamai (kuile, kule, tamaha, tsamako) – język afroazjatycki z grupy wschodniokuszyckiej, używany w Etiopii przez blisko 20 tysięcy ludzi z Regionu Narodów, Narodowości i Ludów Południa.